# Allée Chantal-Akerman
L'allée Chantal Akerman est une voie du 20e arrondissement de Paris, en France.

## Situation et accès
L'allée Chantal Akerman est une voie située dans le 20e arrondissement de Paris. Elle débute rue de Ménilmontant et longe la rue Sorbier. Vers le sud de l'allée se situent la rue de la Bidassoa, la rue Juillet et le square du Sergent-Aurélie-Salel.
L'allée est desservie à proximité par les lignes 3 et 3 bis du métro à la station Gambetta.

## Origine du nom
Elle porte le nom de la cinéaste belge Chantal Akerman (1950-2015), qui habitait le quartier.

## Historique
La voie est créée par vote du conseil municipal du 20e arrondissement et du Conseil de Paris en octobre 2020.

## Bâtiments remarquables et lieux de mémoire
- L'église Notre-Dame-de-la-Croix de Ménilmontant se situe à proximité.